# ミノフスキー粒子
ミノフスキー粒子（ミノフスキーりゅうし、Minovsky particle）は、アニメ『機動戦士ガンダム』をはじめとする「ガンダムシリーズ」に登場する架空の物質。
本記事では、ミノフスキー粒子を応用した架空の技術についても解説する。

## 設定の経緯・変遷
『機動戦士ガンダム（以下「ガンダム」）』劇中の台詞にも登場し、散布することで通信障害を引き起こし、レーダーを妨害する不可視の物質として描かれている。ただし、機器による濃度の測定は可能とされる。
『ガンダム』の総監督である富野喜幸は、ロボットアニメの演出をおこなう際に、レーダーが万能であれば敵味方が同じフレーム（画面）の中で戦うということはありえないのが気になっていた。そこで、設定考証を担当していたスタジオぬえの松崎健一に、レーダーを使えない学術的な背景として、電波障害を強力かつ広範囲に起こす物質として設定してもらったのが本粒子である。なお、名称は「富野が好き」に由来する。
『ガンダム』制作開始前に作られた「機動戦士ガンダム設定書・原案」による初期設定では、白ロシア系ジオン人であるミノフスキーによって開発された強力な帯電機能をもつ微粒子で、三日戦争（本編では「一週間戦争」に変更）およびルウム戦役での核兵器の大量使用によって放出されたプラズマとミノフスキー効果によって無線やレーダーが使用不能になると設定されており、現在知られる設定とは一部異なる。
そして『ガンダム』の制作・放送が開始されるが、松崎は劇中でホワイトベースが空中浮揚しながら後進までかけたシーンを観て、「富野さん、なんてことしてくれんのよ！」と心の中で叫んだという。設定考証担当として、そんな話は聞いていなかったのである。しかし、放送されてしまったからには仕方がないので、泣く泣く仲間と一緒に理屈付けを始め、これを発端にミノフスキー粒子という「魔法のランプ」から急激に応用技術が拡がり出したという。放送終了後の1980年7月発行の『ロマンアルバム・エクストラ35 機動戦士ガンダム』への松崎の寄稿では、本粒子の効果が初期設定の説のほかにエーテル理論の再来とも言える「ミノフスキー物理学」の技術的応用例のひとつであるとする説もあり、この説を採れば小型核融合炉、メガ粒子砲、ホワイトベースの低空空中浮遊をすべて説明できるとした。そして、スタジオぬえの関係者や永瀬唯が参加した同人誌『Gun Sight』で本粒子および応用技術の設定に肉付けがおこなわれ、それをベースにした商業誌『ガンダムセンチュリー』が1981年9月に発行され、後発の作品や書籍などにも反映されていった。

## 設定解説
本粒子の物理学およびその応用技術を「ミノフスキー物理学」と呼ぶ。
静止質量がほとんどゼロで、正粒子は負（マイナス）、反粒子は正（プラス）に荷電する一種の素粒子。質量がほとんどゼロのためにほとんどの物質を透過し、発生と同時に高速で拡散し、十分に密度を保った状態ではその静電入力とTフォース（転換相互作用）と呼ばれる「力」によって正反粒子が一定の間隔を置いた立方格子状に整列（結晶化）し、目に見えないフィールドを形成する。この立方格子の電磁波作用でマイクロ波よりも波長の長い電波は妨害され（99パーセントを遮蔽）、レーダーの精度が低下し、遠距離の無線通信が不可能となる。また、高濃度のミノフスキー粒子下では大規模集積回路の機能障害も生じるため、保護システムも開発されるが、高価で重いためミサイルへの搭載は不可能である。本粒子によるこれらの特殊効果を「ミノフスキー効果」と呼ぶ。
本粒子は「粒子加速器」によって発生が可能とされ、発生と同時に距離の2乗に比例した速度で拡散する。一定の濃度で散布を続けると、発生器の周囲には濃いミノフスキー粒子帯が発生し、半径数十キロメートルは通信不可能となるが、百キロメートルを過ぎると粒子が高速で拡散するために影響は減る。『ガンダム』劇中では、ホワイトベース（側面の円盤状の装置の外縁部に「ミノフスキー粒子発生装置」があるとされる）やムサイといった宇宙艦が本粒子を散布している。『機動戦士Vガンダム』や『ガンダム Gのレコンギスタ』では、単独のMSでも散布している描写が見られる。
トレノフ・Y・ミノフスキー博士によって存在が予測されるが、発表時には旧19世紀のエーテル理論の復活であるとして攻撃・黙殺される。電気力・核力・重力といった「力」と空間を統一されたひとつのものとして扱う試みはアインシュタインの統一場理論でも部分的にしか説明できなかったが、博士は本粒子の存在を仮定することで実現し、これと新しいゲージ理論によって大統一理論にひとつの決着を付けている。
『サイバーコミックス』01掲載（のちに『ガンダムジェネレーション』1にも再掲載）の漫画「STAMPEDE ミノフスキー博士物語」（原作：高橋昌也、作画：沖一）によれば、アナハイム・エレクトロニクス社がミノフスキー博士の研究のスポンサーとなり、宇宙世紀0040年にミノフスキー・イヨネスコ型試製核融合炉を製作することで本粒子の発見に至るも、共同設計者であるイヨネスコがそのような粒子は一度も検出されなかったと証言し、博士は学会から「詐欺師」の汚名を着せられ永久追放される。しかし、直後にデギン・ザビの手引きによってサイド3に招聘されている。
サイド3では0045年に「ミノフスキー物理学会」が設立され、0047年に改めてミノフスキー・イヨネスコ型熱核反応炉の開発が開始される。0065年、同学会は熱核反応炉内における特殊電磁効果を発見するが、追試の結果は非公開とされる。0070年3月にはジオン公国軍がミノフスキー効果の確証実験に成功、5月にはメガ粒子砲が完成、翌0071年には小型熱核反応炉の1号機が完成し、本粒子散布下における新型兵器の開発に着手する。
ミノフスキー物理学は既存の物理学を大きく揺さぶり、「ミノフスキー・ショック」とも呼ばれ、素粒子物理学にピリオドを打ったとまでいわれる。これらはジオン公国の独占技術であったが、戦争を防ぐため0072年にミノフスキー博士が亡命し、地球連邦側にも渡ることとなる。
なお、本粒子は可視光線には影響をおよぼさないため、散布下でも光学照準やレーザー通信、赤外線探知器は使用可能である。ただし戦闘濃度で散布すると赤外線がかなりカットされ、赤い色がやや見にくくなる場合があるとも報告されている。また、一定の距離であれば熱反応を探知できるため、メガ粒子砲やミサイルのロケット噴射といった「高熱源体」は探知可能である。
こうしてミノフスキー物理学は全面的に認められるが、一方で同物理学内部にも学説的な対立が発生する。代表的なものとしては、宇宙を形作る粒子を光子とミノフスキー粒子の2つに統一し、本粒子は相転移した空間（M空間）に存在しており、通常空間からは本粒子の「影」を観測しているに過ぎないとされる。そしてM空間は、ある一定以上のエネルギー（M空間しきい値）が補給される限り維持される。M空間は数学的には10次元で書き表され、これの4次元解（通常空間でどう挙動するか）は虚数解を含んで多くあり、各応用技術を可能とする本粒子の挙動はこれら複数の解に対応している、というものがある。ミノフスキー博士は次のステップとして光子とミノフスキー粒子の統一を試みたとされるが、経過は一年戦争によって失われたという。

### Iフィールド
対ビーム・バリアーとしてのIフィールドは「Iフィールド・ジェネレーター」を参照。
『ガンダムセンチュリー』で設定されたが、名称および機能（メガ粒子の縮退など）のみである。
ミノフスキー粒子に電荷をかけることによって、通常の立方格子状の原子モデルに生まれる特殊な力場。これを利用して、さまざまなミノフスキー粒子応用技術が開発されている。
なお、通常の立方格子による「場」をIフィールドとする説もあるため、応用技術の解説に混乱が生じている。本記事では便宜上、後者を「Iフィールド（通常の立方格子）」と表記する。
『∀ガンダム』ではMSの駆動方式として、内部から発生するIフィールドの梁（ビーム）を表面に張り巡らせ、ビームを制御することで機体を動かす「IFBD（Iフィールドビーム駆動）」と呼ばれる技術が登場する。

## 応用技術
ミノフスキー粒子を応用した軍事技術は、MAWS (Minovsky-theory Applied Weapon System: ミノフスキー理論応用兵器体系）とも呼ばれる。また、従来の荷電粒子兵器 (PBW: Particle Beam Weapon) に対して MBW (Minofsky Beam Weapon) とも呼ばれるが、ビーム兵器ではない電波撹乱やミノフスキー・クラフトも含まれるとされる。

### ミノフスキー・イヨネスコ型熱核反応炉
ほとんどのMSに搭載されている核融合炉。名称は『ガンダムセンチュリー』が初出（「ミノフスキー・イヨネスコ反応炉」と表記）だが、『GUNDAM OFFICIALS』の表記に合わせた。単に「熱核反応炉」あるいは「（熱）核融合炉」と呼ばれることが多い。なお、MSに核融合炉が搭載されているという設定は『機動戦士ガンダム』放送時に設定画とともに公開されたV作戦MSの「透視図（いわゆる内部図解のこと）」で明らかにされていた（「核融合エンジン」と表記）。
ヘリウム3と重水素を燃料とする方式の熱核反応炉は、危険な放射性の残留物はほとんど発生しないものの、稼働中に炉心から莫大な量の放射線（おもにガンマ線）が発生し、これを遮蔽するためには非常に大規模な施設が必要であり、宇宙船が一定以上の小型化をできなかったのもこのためである。
Iフィールド（通常の立方格子）を圧縮すると、ミノフスキー粒子は圧縮度に応じて見かけの質量を増し、陽子または反陽子並みの重さとなる。この格子にヘリウム3と重水素のプラズマを注入すると、負に荷電したミノフスキー粒子がそれぞれの原子核の周りを電子のように周回する疑似原子が形成される。このとき、ミノフスキー粒子の重さは電子の200倍もあるため、周回半径もこれに応じて小さくなる。一方で、Iフィールドはここで生じた格子欠陥を急速に回復させるが、その際に擬似原子にもまだTフォースがはたらくため、弾き飛ばされた疑似原子が通れるのは、整列したミノフスキー粒子の隙間に当たるごく狭い領域に限定される。このため、ヘリウム3疑似原子と重水素疑似原子が衝突する確率が高くなる。この衝突の結果、一瞬だけヘリウム3と重水素からなる疑似分子が形成され、核と核の距離はさらに短くなり、クーロン障壁をも突破して融合・再分裂するとともに膨大なエネルギーを放出する。
以上の性質を応用して核融合の発生を容易にしたのが本熱核反応炉であり、爆発的なエネルギーを発する炉心を封じ込めるだけでなく、発生した放射線のエネルギーを超結晶相の立方格子体のエネルギーとして蓄積・放出することで、従来の熱核反応炉では不可能であったエネルギー転換の高効率化を実現し、はるかに大出力を得ることが可能となっている。しかも、本熱核反応炉は遮蔽設備も含めわずか数メートル四方しか占有しない。
MSにはZAS社が開発したZAS-X7がMS-04（プロトタイプザク）に初めて搭載される。以降、本熱核反応炉は宇宙世紀0109年ロールアウトの初の小型MSヘビーガンまで長らく採用され続け、その後は改良型に置き換わっている。なお、サイド3の一部の密閉型コロニーの人工太陽にも、大型の本熱核反応炉が用いられている。
プラズマの封じ込めに磁場などを利用する既存の方式と異なり、タキシングに要する時間も大幅に短縮され、炉内のプラズマを比較的容易に安定・継続させることが可能である。炉心の構造材は、ミノフスキー効果による力場の作用によって炉内の超高熱・超高圧から保護されており、これがMSを実用兵器たらしめている。これらのシステムは、開発当初から高度なハードウェアとソフトウェアによって管制されており、事故による制御不能の核反応は起きないといわれているが、最大稼働時にビーム兵器で直撃するなど、意図的あるいは過失によって核反応を起こすことは不可能ではない。核融合自体が連鎖反応を起こすことはないが、破損と同時に炉自体が開放されるため、ほぼ3F弾に匹敵する爆風・熱線・放射線を惹起する。3F弾と異なり第3段階の核分裂がないため、旧世紀の核弾頭並みの戦略・戦術兵器たり得ないが、生成される熱とそれによって起こる大気の膨張反応はほぼ原爆と同等の威力をもつ。ただし、ミノフスキー粒子散布下では、その作用によって放射線の拡散・流出が抑制・減衰されるため、生物に対する被爆は見られない場合が多い。
反応炉より得られるエネルギーを効率よく電力へ転換できるため、熱核反応炉自体が「ジェネレーター」と呼称されることもあるが、厳密にはジェネレーターは熱核反応炉の一部であり、熱核反応炉のエネルギーを電力に変換するための一種の発電装置がジェネレーターである。

#### 熱核反応炉を利用した推進器
熱核ジェット / ロケット・エンジン（ハイブリッド・タイプ）を除いて『ガンダムセンチュリー』で設定された。同書では以下に明示しない限り、一年戦争時までのMSの推進器を「化学燃料ロケット・エンジン」としている。
熱核ロケット・エンジン
熱核反応炉を開放し、推進剤を炉心に通して噴射して推力を得る。推進剤のほかに、エネルギー源である核融合用の燃料が必要なのが特徴である。熱核反応炉の高熱を直接利用して推進剤に推力を与えるため、エネルギー変換効率は極めて高く、炉心に送り込む推進剤の量を調整することにより、化学燃料ロケット並みの大推力からプラズマ・ロケット並みの低推力（推進剤の消費率は低い）まで、推力を自在にコントロールすることが可能となっている。MS開発以前の宇宙戦闘艦から採用され、旧式のチベ級重巡洋艦の推進器もこれに換装されている。
MS用としては、ツィマット社が鉛や亜鉛、ビスマスといった重元素を推進剤とする「広帯域推進技術」を導入し、試作型の「水星エンジン」に続く実用原型システム「木星エンジン」を開発、ヅダに搭載して宇宙世紀0075年にザクIとの競合試験に参加するが、原因不明の空中分解事故を起こしている。その後、実用化された「土星エンジン」はリック・ドムに搭載されている。
一年戦争時ではほかにMSではジオング、モビルアーマー (MA) ではビグロ、ビグ・ザム、ブラウ・ブロ、エルメスへの搭載が確認できる。
熱核ジェット・エンジン
ドムのホバー推進用に、「土星エンジン」をジェット化して開発される。大気を推進剤として利用するが、熱核反応炉の炉心は10万度近い高温であり、吸収した空気だけでは十分にエネルギーが吸収しきれず、エンジンが蒸発してしまう。そのため、大量の推進剤（液体水素）を反応炉に送り込み、1万度程度の高温プラズマ状態に変え、これを媒体として空気に運動エネルギーを与えてジェット噴射をおこなう。正確には「熱核ジェット・ロケット複合エンジン」であるが、推進剤の消費量は同程度の推力をもつ化学燃料ジェット・エンジンの1/4程度である。
熱核ジェット / ロケット・エンジン
『ガンダム・センチネル』のSガンダムの設定が初出。
大気中では熱核ジェット、宇宙では熱核ロケットに切り替えて使用出来るハイブリッド・タイプのエンジン。一年戦争時ではコア・ファイターに2基搭載されているタキム重工製のNC-3型がこれに当たり、ガンダムとの合体時にはジェネレーターとしてや、メイン・スラスターの燃焼にも不可欠となっている。
熱核水流ジェット・エンジン
名称は『センチュリー』では「水流ジェット・エンジン」あるいは「熱核水流ジェット」と表記されるが、『GUNDAM OFFICIALS』の表記に合わせた。
吸入した水を熱核反応炉の高熱によって蒸発させ、ノズルから噴射して推力を得る。水陸両用MSのほか、水中用MAグラブロには強力なものが搭載されている。

### メガ粒子砲
ミノフスキー粒子を応用したビーム兵器。『ガンダム』をはじめガンダムシリーズ劇中ではおもに宇宙戦闘艦に搭載されているビーム砲を指して呼ばれるが、宇宙世紀に登場するビーム兵器はいずれも基本的にメガ粒子砲である。
初期設定では、核融合エンジンの動力を利用して帯電粒子を磁力によって発射するとされ、MS用までの小型化が可能とされていた。その後、前述のように松崎が『ロマンアルバム・エクストラ35』でミノフスキー物理学で説明できるとしたものの、直後の『機動戦士ガンダム・記録全集4』や『ロマンアルバム・エクストラ42 機動戦士ガンダム（劇場版）』では荷電粒子砲（電子ビーム砲）と非常に似ているが、電子ではなく重金属などの粒子のプラズマを射出するとされ、ミノフスキー粒子との関連は語られず、ビーム・ライフルも原理的にかなり異なると思われるとされた。しかし、『ガンダムセンチュリー』ではミノフスキー粒子と関連付けられた。
ミノフスキー粒子の立方格子をIフィールドによって極度に圧縮すると、ミノフスキー粒子は縮退して正・反ふたつのミノフスキー粒子が融合してメガ粒子となる。このとき、立方格子が縮小したミノフスキー粒子は見かけの重量を増大させる。メガ粒子となる際に、その質量の一部は消滅して運動エネルギーに変化する。高い運動エネルギーを獲得したメガ粒子の運動方向を、Iフィールドによって揃えて収束放出する、というのが原理である。
エネルギー・コンデンサーでミノフスキー粒子を縮退寸前まで圧縮し、メガ粒子発生装置に送られて一定値になるまで蓄えられ、その値を超えるとビーム発生装置へと送られ開放される。ビーム状態となったメガ粒子は、砲身内部の数個の加速リングと収束リングを通過して、到達地点で最大の破壊力を発揮できるよう調整される。そして先端のガイドラインによって弾道が安定するように固定され、目標へ向けて発射される。
初期のメガ粒子砲は規模や使用電力が大きいため、大型の砲塔にセットして使用されるが、照準精度の向上が難しく、敵の追尾能力も決して高くはない。発展型では、粒子収束放出口の前方にビーム偏向用のIフィールド発生器が装備され、20度程度のビーム偏向能力が付与されている（このため「偏向メガ粒子砲」とも呼ばれる）。戦艦やMAなど、大出力の熱核反応炉を備えたものに搭載されている。
エネルギー変換効率は85パーセント以上となり、レーザーの4倍近い性能をもつ。また、荷電粒子砲と異なりビームの拡散率が低く、地磁気による影響を受けにくい。ただし、大気があるとビーム先端のエネルギーが空気のプラズマ化に費やされて効率はやや低下し、雲の中では水蒸気分子を破壊するためさらに低下する。『機動戦士ガンダムΖΖ』第28話では、アウドムラが海面すれすれを飛行して水しぶきを発生させ、サダラーンのメガ粒子砲を拡散させる場面がある。このような性質を利用して、ミサイルに充填して宇宙空間に粒子（ガス）を散布し、ビームを減衰させるビーム撹乱幕（膜）という技術も開発されており（パブリクを参照）、これをミノフスキー粒子の発展型のようなものとする資料もある。また『ガンダム・センチネル』では、このガスとミノフスキー粒子を高濃度で散布するM弾頭が登場する。

#### エネルギーCAP
圧縮され高エネルギー体となったミノフスキー粒子を、メガ粒子に縮退寸前の状態で蓄積する技術。『ガンダムセンチュリー』で設定された。"CAP" は "capacitor" の略であり、「エナジー（エナジィ）キャップ」と表記されることもある。
宇宙世紀0076年に連邦軍の技術陣によって開発され、採用されている。蓄積されたミノフスキー粒子は、ミノフスキー粒子の発生および立方格子の縮小化に必要なエネルギーの1/20以下のエネルギー投入によって融合し、メガ粒子となる。このため、従来とは比較にならないほど小型かつ大出力のメガ粒子砲（MS用のビーム・ライフルなど）が開発可能となる。
ビーム・ライフルはMSの母艦である宇宙戦闘艦の大型熱核反応炉から高エネルギーのミノフスキー粒子を充填される。メガ粒子まで縮退してビームを発射するためのエネルギーは、主部のコネクターを通してMS本体から供給される。

#### ビーム・サーベル
『機動戦士ガンダム』をはじめとするガンダムシリーズに登場する光の剣。『ガンダムセンチュリー』でミノフスキー粒子と関連付けられたが、『機動戦士ガンダム大事典（アニメック第16号）』では「メガ粒子の放射束」としていた。
エネルギーCAPを応用した兵器だが、メガ粒子ではなく縮退直前の高エネルギーのミノフスキー粒子を直接放出し、発生する高熱を利用する。柄の先端から粒子収束フィルターによってIフィールドを形成し、「刃」としての収束をおこなっている。
そのため、物質的な実体が存在するかのように相手のサーベルを受け止めることが可能である。ヒート・ホークやヒート・サーベルといったヒート系兵装についても、大電力による発熱を利用しており、使用時には強力な磁界が発生するため、Iフィールドと反発を生じることから「切り結ぶ」という現象が起きる。

### フィールド・モーター
『ガンダムセンチュリー』で設定された。「透視図」ではV作戦MSの関節部には「サムソニ・シム電動モーター」が内蔵されていた。
ガンダムや連邦軍MSの関節駆動部に使用されている新型モーターで、Iフィールドとミノフスキー粒子の相互作用を利用し、従来の電動モーターにくらべてはるかに軽量かつ高出力を誇る。

### ミノフスキー・クラフト
機体（艦体）を空中浮揚させる装置。前述の通り、ミノフスキー物理学が設定されたきっかけであるが、『ガンダムセンチュリー』では名称および「実験途上の暫定的反重力システム」との説明があるのみである。また、名称は同書発行の直前に公開された劇場版『機動戦士ガンダムII 哀・戦士編』における台詞で登場した。なお、『センチュリー』以前に発行された『機動戦士ガンダム大事典（アニメック第16号）』の用語事典の「ミノフスキー粒子」の項目には前述の初期設定に加えて、ホワイトベースの反重力推進システムにはミノフスキー粒子が用いられているとする説もあるとされていた。
機体の下方にミノフスキー粒子を発生させるのは共通しているが、浮揚の原理は
1. Iフィールド（通常の立方格子）によって落下を支える。重力や慣性をコントロールしている訳ではない[1]。
2. Iフィールド（通常の立方格子）に対する反発場によって浮遊する[20]。
3. ミノフスキー粒子を大量に常時散布し、機体にも地中にも浸透できないIフィールド（通常の立方格子）によってホバークラフトのようなクッション効果を生む[12]。
4. Iフィールドを発生させて機体と反発する力を生じさせる。Iフィールドがクッションになる訳ではない[14]。

など諸説ある。このうち2と4はこれによる大気圏離脱を可能としているが（『ガンダムセンチュリー』も同様）、3は低高度が前提で高空では効果が期待できないとしている。本技術は軍の機密事項であり、詳細な情報は軍内部で隠蔽されたままとされる。
一年戦争時では連邦軍の強襲揚陸艦ホワイトベースに初めて搭載されたといわれるが、公国軍のMAアッザムやアプサラスにも搭載されている。ただしアッザムに搭載されたものはホワイトベースのそれと比べてかなり性能が低く、50分以上の連続使用はできなかったといわれる。
浮揚するのみで（「ぷかぷか浮かぶだけ」とも表現される）推進力はないともいわれるが、アプサラス（IIIを除く）は推進器らしきものが見当たらない（OVA『機動戦士ガンダム 第08MS小隊』劇中でもスラスターの噴射光は確認できない）にもかかわらず、自在な機動で低空から高高度までを飛行している。また、劇中では低空で静止した状態で、ミノフスキー・クラフトから衝撃波を発生させて周囲の敵MSなどを吹き飛ばしている（第4話）。小説版『第08MS小隊』では、上空のアプサラスを地上からMS用マシンガンで攻撃するも、ミノフスキー・クラフトから発生する斥力場によって無効となる描写がある。
MSサイズへの実装は宇宙世紀0100年代初頭においても試作段階であるため、0105年にアナハイム・エレクトロニクスが開発したペーネロペーは全高32.5メートル・全備重量112トン、Ξガンダムは全高28メートル・全備重量80トンという、同年代の通常MSと比較して大型となっている。しかし6年後の0111年にはサナリィがダウンサイジングを進め、F90Aタイプ（装備するミッションパックに搭載）では頭頂高14.8メートル・全備重量80.3トン（うち推進剤増槽46トン）までの小型化を実現させている。

#### ミノフスキー・エフェクト
1998年のラポート発行の書籍『機動戦士ガンダム 宇宙世紀vol.1 歴史編』で設定された。
ミノフスキー・クラフトを搭載した艦艇が大気圏突入をおこなう際に用いられる。Iフィールドで艦体を包み、艦首からミノフスキー粒子を放出することで電離した空気の塊を保持し、空気抵抗を激減させる。

### Iフィールド・ジェネレーター
Iフィールドを利用した対ビーム・バリアーを発生させる装置。『ガンダムセンチュリー』で設定された（「Iフィールド発生器」と表記）。単に「Iフィールド」と呼ばれることも多い。
周囲にIフィールドを発生させ、ミノフスキー粒子の極性を利用して敵のメガ粒子砲を偏向させて無力化する。膨大なエネルギーを必要とし、装置も大規模となるため、あまり広く用いられていない。一年戦争時にビグ・ザムに搭載されたのが最初である。
『∀ガンダム』『機動戦士ガンダムUC』『機動戦士Gundam GQuuuuuuX』では、Iフィールドを展開することでビームを弾く実体シールドが登場する。

### ミノフスキー通信
『ガンダムセンチュリー』で設定された。
ニュータイプが継続的な緊張状態において発する特殊な精神波である「感応波」は、ミノフスキー粒子の立方格子を振動させ、その振動波は伝播する性質をもっている。MAエルメスはこれを利用して無人攻撃機ビットを無線で複数コントロールしてオールレンジ攻撃をおこなう。
また、ニュータイプ以外でも特殊な方式でミノフスキー・フィールドそのものを振動させて特定の信号を送るミノフスキー通信が可能ともいわれる。ただし、映像や音声といった高速通信ではなく、「○○に進路をとれ」といった、事前に打ち合わせていた簡単なコードを送るものであるという。

## 一年戦争後の応用技術

### ミノフスキー干渉波
OVA『機動戦士ガンダム0083 STARDUST MEMORY』に登場。ミノフスキー粒子の散布領域内に物体が存在した場合、Iフィールドの立方格子が崩れ、それが他のミノフスキー粒子に干渉して濃度の変化を起こす。これがミノフスキー干渉波と呼ばれており、電波障害の度合いを元にこれを検出分析し、物体の位置や大きさを判別するのがMPIWS（Minovsky-Particles Interference-Wave Searcher、ミノフスキー干渉波形分析逆探知システム）という技術が設定された。物体の種類までは判断できず、ダミーとの区別も付かないという問題もあるとしている。

### ビーム・バリアー
富野由悠季による小説『機動戦士ガンダム 閃光のハサウェイ』に登場する技術。「バリアー」と略されることが多い。後述のミノフスキー・バリアーとは、「防御用に使われる」「大気干渉を打ち消す」「使用中に機体が発光する」など共通点が多い。
作中では以下の複数の用途が確認できる。
1. MSの飛行時に、進行方向に波形を変化させたビームを放射することにより大気の干渉を拡散させ、音速を突破する技術[62]。使用中は、機体全体が光に包まれているように見える[62]。大気圏内で活動するMSはミノフスキー・クラフトを用いても、そのままの形態では音速を突破する事は出来ないが、本技術により人型のまま大気の干渉を無視した飛行が可能となる[63]。ペーネロペーの開発時に検討され、不完全なものが搭載されているが、それでも音速を超えることは可能[62]。Ξガンダムは、完成したものが搭載されている[62]。
2. 完成されたビーム・バリアーは防御にも使用が可能である[64]。Ξガンダムは機体各部にバリアーの機能があり[65]、追尾してくるミサイルに対し使用を検討する場面があるが、その必要はないと判断している[61]。アデレード空港に設置されたビーム・バリアーの直撃を受けた際には、作動してパイロットであるマフティー・ナビーユ・エリンへのダメージを軽減させ彼の命を救うが、コックピット・コアと装甲の距離が近すぎたため[66]鼓膜が破れ気絶し、全身の皮膚が焼けただれている[67]。
3. 対Ξガンダム用に使用された兵器。地上にビーム・バリアーを設置するというアイデアは、検討されたことはあっても実施は初めてとされる[60]。アデレード空港のフェスティバルセンター周辺に小型のバリアー発生装置(発振装置)を設置し、地下埋設の回線によって電力を供給する[68][69]。ペーネロペーによって設置地点までおびき寄せられたΞガンダムに向けて発振され、MS1機を撃墜できる倍の出力（発振器が一度で焼き切れてしまうほど）で使用される[68]。しかしΞガンダムのビーム・バリアーに阻まれ、稼働には修理が必要な程度のダメージを与えるものの[66]表面的なダメージは少ない[70]。
4. ミノフスキー・クラフトを装備した艦艇が、大気圏突入の際、前方へ厚く展張する[71]。連邦軍第13独立艦隊のラー・カイラムをはじめとする3隻の艦艇が使用している[71]。

#### ミノフスキー・バリアー
富野由悠季によるガンダムと同じ宇宙世紀を舞台にした小説『ガイア・ギア』に登場する技術。「ビーム・バリアー」とも呼ばれる。ミノフスキー粒子を機体周辺に放出するバリアーで、Iフィールドによって励起されたミノフスキー粒子によって機体を包み、必要に応じて局所的に縮退させることによってミノフスキー粒子の質量の一部をエネルギーに変換して攻撃を減殺する。
ミサイルなどの実体弾、メガ粒子砲などのビーム兵器の双方に有効である。ファンネルに対しても接触すれば爆発させることが出来る。また、バリアーがビームと接触すると爆発的な干渉波を引き起こし、その衝撃によって相手のマン・マシーンの核融合炉が爆発することもある。
大気干渉を打ち消す効果もあり、ガイア・ギアαは人型形態のままバリアーで全身を覆うことで音速を突破している。また、ガイア・ギアαがフライング・フォーム形態で加速しながら使用した際には、至近に発生した電磁波とミノフスキー粒子にバリアーが衝突して発光し、光り輝くその姿は「光の鳥」のように映ったという。
機器類が高価で使用には大量のエネルギーを必要とするため、ガイア・ギアαやゾーリン・ソールなどの一部の最新鋭機や高級機種が装備している。

### 改良型ミノフスキー・イヨネスコ型熱核反応炉
宇宙世紀0120年代以降の小型MSに搭載されている新型の熱核反応炉。『機動戦士ガンダムF91 劇場用アニメ映画フィルムコミック』で設定された。名称は原典では「新型核融合炉」と表記されているが、『総解説ガンダム事典』の表記に合わせた。
0120年代最大のブレイクスルーといわれ、出力レベルの可変と、小型化が非常に容易であるのが最大の特徴である。従来の熱核反応炉の炉心で発生させていたヘリウム3疑似原子（ヘリウム3と負のミノフスキー粒子からなる疑似原子）と重水素疑似原子（重水素と負のミノフスキー粒子からなる疑似原子）をそれぞれIフィールド・シリンダーに縮退寸前の状態で保存し、Iフィールドによる導入路を通じて炉心（反応チャンバー）で直接融合させる方式を採っており、それまで頭打ち状態であったジェネレーター出力と装置の容積を飛躍的に改善している。また、ひとつの熱核反応炉からジェネレーターとスラスターを振り分けることも可能である。しかし、従来の熱核反応炉は炉心が破壊されても膨張爆発が起きる程度であったが、小型化によってMSの装甲が薄くなり、またヴェスバーのような高出力ビーム兵器や、開発当初より威力を増したビーム・サーベルが直撃すれば、既存の保護回路による暴走防止が無効となってしまうこともあり、本熱核反応炉は最悪の場合核爆発が誘発される危険性をはらんでいる。この問題は、実用化されてからも解決を見ていない。

### ビーム・シールド
劇場アニメ『機動戦士ガンダムF91』が初出。

### ビーム・ローター
テレビアニメ『機動戦士Vガンダム』に登場。ザンスカール帝国軍である「ベスパ」の技術陣によって開発された重力下におけるMSの空中航行システムであり、ミノフスキー・クラフトとビーム・シールドが高度なレベルで融合・昇華した技術とされる。
ビーム・シールドのさらなる改良と発展が続けられる中で、ビーム・シールドを基部ごと回転させることによって、ビーム周辺にIフィールドよりも立方格子形成指向の強い斥力をもつフィールドが形成されることが明らかとなり、このフィールドの発生方向を一方に偏向させることで、ビーム表面に立方格子を形成して自重をある程度相殺することが可能となる。さらに重力下であれば、鉛直方向から回転軸を傾けることによって若干の推進効果を得られることも確認される。このとき、ユニットそのものを物理的に傾けるのではなく、ビーム形成時にバイアスをかけて斥力を偏在させることで、機体は連続的に作られる立方格子の上を同じ高さで滑り落ち続けることになる。これを技術的に発展・確立して斥力を増大させ、実用レベルまで引き上げて完成させたのがビーム・ローターである。開発の目処が立った時点で、地球侵攻用に開発されたゾロに暫定的ではあるが搭載が決定する。
ビーム形成の電力とミノフスキー粒子の供給が可能であれば、プロペラントを消費せずに空中航行をおこなえる。また、大気圏内での使用時は機体の周辺に斥力をもった立方格子が形成されることによって空気抵抗が減免され、ある程度の整流効果を獲得でき、非変形のMSでもスラスター噴射によるプロペラント消費は基本的に「移動」のための分だけで済む。なお、ビーム・ローター使用時にはヘリコプターのような風切り音が発生するが、これは高熱のビームと大気が接触する際の衝撃音が連続的に発生し、同時にビーム同士が干渉し、周期的に大気の共鳴が起こるためとされる。
ミノフスキー・クラフトと同様の稼働に耐えうるほどではなく、高度もさほど高くとれないが（一方で、大気圏離脱はできないものの実験段階で成層圏まで到達したともいわれる）、簡易型のミノフスキー・クラフトとして圧倒的な機動力をMSにもたらし、さらにヘリコプターのような対地兵器としての運用も可能とする。当然、白兵戦時はビーム・シールドとしても機能する。ただし、機動性においては航空機におよばないとされる。なお、ビーム・ローターの完成がベスパを地球侵攻に踏み切らせたとする見方もあり、それほどに画期的なシステムであったとされる。
『Vガンダム』の後年に発表された長谷川裕一の漫画『機動戦士クロスボーン・ガンダム 鋼鉄の7人』では、ザンスカール帝国が建国される宇宙世紀0149年より以前の0136年の時点で、木星帝国が開発初期のビーム・ローターと航空力学的なローターを併用する可変モビルアーマー、エルコプテを開発・運用している。しかし、同機のビーム・ローターの解説には「揚力」についての言及もあり、ベスパのビーム・ローターと同じ原理であるかは不明である。さらに同シリーズでは『Vガンダム』の舞台である0153年を描いた『ゴースト』のデスフィズや、0169年を描いた『DUST』のファントムV2といったビーム・ローター搭載機が登場するが、後者はビーム・ローターを垂直に回転して小さな「推進力」を得ているとされ、こちらもベスパのビーム・ローターと同じ原理であるかは不明となっている。

### ミノフスキー・コントロール
『機動戦士Vガンダム』で設定された。ゾロのボトムターミナルを遠隔誘導するために使用されている無線誘導システムで、基本的にビーム・ローターを搭載した機体から一定範囲内でないと機能しない。また、同様のシステムがビーム・ローター基部の換装（移動）にも使用されており、ミノフスキー理論応用兵器そのものを誘導するため、ミノフスキー粒子の光子振動を利用し、ほぼ完璧にサイコミュを機械的に再現した装置となっている。

### ミノフスキー・フライト
『機動戦士Vガンダム』で設定された推進機で、主役機であるヴィクトリーガンダムなどに採用されている。「ミノフスキー・フライト」という単語自体の初出は、小説『ガイア・ギア』と『機動戦士ガンダム 閃光のハサウェイ』。
ビーム・ローターの開発途上で、ミノフスキー粒子が散布された空間であれば、機体周辺にIフィールドより弱いミノフスキー・フィールドを生成して偏向させることで、ある程度の浮力を獲得できることが明らかとなる。拡散しつつあるビーム・ローターの立方格子を再構成し、その斥力を利用して同様の浮力を得る、というのがミノフスキー・フライトの基本原理であり、ゾロのボトムターミナルはこの技術により飛行（浮遊）する。ただし、ベスパの技術力ではこのシステムのみを稼働しての単独飛行は不可能であった。
リガ・ミリティアが運用するヴィクトリーガンダムも同様にミノフスキー・フライトを採用しているが、技術的には完璧ではないものの、ビーム・ローターによる立方格子形成を必要としない。ただし、単独では大した高度をとれず、飛行によって揚力を発生させる機動装備との併用なしでは極端に稼働効率が落ちてしまうのが弱点である。移動をともなわない浮遊状態での稼働は数十秒とされる。しかし、運用上はほとんど問題にならず、一旦飛び立てばコア・ファイターとの合体によるリフティングボディに近い形状と、ミノフスキー・フライトが起こす整流効果によって「飛行」が可能となる。また、ゾロより低速での合体が可能であることから、各パーツの誘導に使用する通信技術も既存の光学端末の併用が可能となり、開発期間の短縮にも貢献している。また、ミノフスキー・フライトが一種のイオンエンジンであるとする資料もあり、ヴィクトリーガンダムに搭載されている全身の姿勢制御バーニア（アポジモーター）も小型のミノフスキー・フライトであるとされる。また、リガ・ミリティアが運用するサブフライトシステムであるセッターも、ミノフスキー・フライトを採用した「超高性能機」であったとされる。
なお、宇宙世紀ののちの時代であるリギルド・センチュリーを舞台とする『ガンダム Gのレコンギスタ』に登場する巡洋艦メガファウナは、輝くフィンを展開してミノフスキー・フライトによる飛行をおこなう。また、主役MSであるG-セルフにもミノフスキー・フライトが備わっていることが、劇場版『Gのレコンギスタ I 行け！コア・ファイター』劇中の台詞で言及されている。

### ミノフスキー・ドライブ
『機動戦士Vガンダム』の後半主役機であるV2ガンダムに搭載されている、ミノフスキー物理学系推進機。「ミノフスキー・ドライブ」という単語自体の初出は、小説『ガイア・ギア』に登場するモビルスーツの後継的人型機動兵器マン・マシーンの機体設定である。カトキハジメによれば、V2ガンダムはこの力強い語感を好んでオマージュとしてデザインしたとのこと。
それまでのミノフスキー・クラフトやミノフスキー・フライトなどと異なり、ユニットの内部に「ミノフスキー・フォース・フィールド」と呼ばれる力場を発生し、そこに生成される反発力を利用する。左右2基のユニットから発生するフィールドが、その中間で強力な推進力を発生させる。原理的には、稼働に支障がなければ亜光速までの加速が可能とされ、スペック上では最大20Gでの機動が可能といわれる。大気圏内外でのメイン・スラスターのほか、姿勢制御用のアポジモーターや慣性緩和装置の役割も果たす。
ヴィクトリータイプの強化装備の開発途上で、ヴェスバーの可変速粒子の調整技術と、ミノフスキー・フライトのフィールド形成技術が融合して基本原理が完成する。しかし、ヴィクトリータイプのキャパシティをはるかに上回るものであるため、ミノフスキー・ドライブ・ユニットの搭載を前提としたV2ガンダムが開発される。同ユニットを搭載したV2ガンダムは、当時において史上最速のMSとされる。
副次的な作用として、「光の翼」と呼ばれる翼状のビームが放出される。これは、急激な移動や機動をともなう際に封じ込めきれずに放出される高エネルギー状のミノフスキー粒子であり、意図的に出現させることは難しいとされるが、ビーム・サーベルとほぼ同様の能力をもち、意図的に形成させた場合の最大稼働時は1キロメートルにおよぶビーム刃を形成する。ミノフスキー・ドライブそのものはビーム・サーベルやビーム・シールドと根本的に異なるものではあるが、エネルギー・ゲインが桁違いに大きいこと以外の特性は物理的にも同等である。2基のユニットから放出されるビーム粒子は電気的な干渉波を発生し、双方から放出される重金属粒子が互いのビーム刃の間で超高速で飛び交っている。これにより、本来こういった電磁的な干渉を受けにくく作られているMSでも、物理的なプロテクトを破壊されて各種の制御機器に深刻な影響をおよぼす。
また、「光の翼」はビーム・シールド発生機で制御することによってシールドとしての転用も可能であり、V2ガンダムが最終決戦の際の対ゴトラタン戦にて、翼をまとうかのような防御姿勢をとっている。通常のビーム・シールドでは展開にタイムラグがあり、この場合のような近距離からの高出力のビームの直撃は防御できなかったともいわれる。なお、この防御姿勢が設計段階から想定されていたかは不明とされる。
V2ガンダムのほかにも、一説には月面のリガ・ミリティアの秘密工場「テクネチウム」で、V(1) ガンダムをベースにミノフスキー・ドライブを搭載したセカンドVと呼ばれる新型改装機が開発されたともいわれる。アナハイム・エレクトロニクス (AE) 社のエンジニアも出入りしていたといわれ、モトラッド艦隊の月面上陸の前後に急ピッチで開発が進められていたとされるが、真偽は不明である。また、ゲーム『SDガンダム GGENERATION-F』に登場するザンスパインは、ザンスカール帝国がリガ・ミリティアからミノフスキー・ドライブの技術を奪取し開発されたMSとされる。
V2ガンダム以前のサナリィのフォーミュラ・シリーズには試験的に搭載され、ガンダムF90Wタイプには飛行形態での検証という形で試製ミノフスキー・ドライブが搭載されている。また、ガンダムF91には試験型ミノフスキー・ドライブが標準装備されるが、いずれもごく短時間スラスター出力をおぎなう形で使用できる程度だったとされる。
漫画『機動戦士クロスボーン・ガンダム』では、宇宙世紀0128年にクロスボーン・バンガードが建造した戦艦「バビロニア・バンガード」（のちに「マザー・バンガード」に改名）に搭載されているが、当時の技術では巨大すぎて戦艦クラスにしか搭載できず、またほかの同型艦にも搭載されていない「機密中の機密」とされる。続編の『鋼鉄の7人』では、宇宙世紀0136年の時点でサナリィがMSサイズまで小型化に成功しており、実験用MSであるF99レコードブレイカーが開発されるが、木星帝国の襲撃によって機体と研究データがすべて失われている。一方、AE社もミノフスキー・ドライブの実験用モビルスーツ、スピードキングを製造するが、これは回収したマザー・バンガードの帆桁を修復・改造して制御モビルスーツを接続しただけの簡易的な物であり、のちに宇宙海賊クロスボーン・バンガード残党に接収され実戦参加し、大破している。『Vガンダム』と同じ宇宙世紀0153年を描いた『ゴースト』では、ユピテル財団がサナリィのスタッフを引き抜いて、10年以上の歳月をかけて開発したミノフスキー・ドライブ運用実験艦「マンサーナ・フロール」と、ミノフスキー・ドライブ搭載高速宇宙船「パピヨン」が登場している。さらに木星帝国により、レコードブレイカーの設計データをもとにミノフスキー・ドライブを搭載したMSファントムが、V2ガンダムより早い時期に開発されている。ただし、技術面での未成熟さなどからミノフスキー・ドライブを無理矢理動かしている状態であり、稼働時間が15分程度である、慣性緩和機能が機能しないため、4.8G加速程度でパイロットが限界を迎えるなど問題が山積している。このため終盤、新生クロスボーン・バンガードはコクピット内を通電することで緩衝材となる特殊溶液で満たすことで瞬間的な耐G性能を嵩上げする改造を施した。
また『DUST』では、ファントムの基本フレームをもとに製造されたMSバロックや、ファントムのデータを参考にし量産化したMSブラン・リオンやノエル・レイスもミノフスキー・ドライブを搭載している。
漫画作品『機動戦士ガンダム0083 REBELLION』にてガンダム試作3号機ステイメンの腰部側面に搭載された大型のバインダーであるテール・バインダーに搭載された推進器は、ミノフスキー粒子を触媒としたイオン・ロケットと設定されており、“熱核ロケット・エンジン以上ミノフスキー・ドライブ未満”の技術水準で製造されている。

## 宇宙世紀外での扱い
ミノフスキー粒子は「宇宙世紀」という架空世界観に存在する架空物質であるが、明確に宇宙世紀の未来として設定されている作品『∀ガンダム』『ガンダム Gのレコンギスタ』にも存在し、宇宙世紀の時点では見られなかった技術も登場している。また、その他のシリーズでも類似の物質が設定されている。

### ∀ガンダムでの設定
『∀ガンダム』は宇宙世紀の遠い未来である「正暦」を舞台としており、既存設定の延長にあるミノフスキー粒子関係技術も設定されている。
Iフィールドビーム駆動
この時代に存在するモビルスーツの駆動形式の一種。IFBD、IFB駆動とも表記される。
∀ガンダムやスモーなどに採用されている設定で、これらの機体の腕部や脚部などは内部に駆動のための機構が無く、Iフィールドによって外側から操り人形のように駆動する。∀ガンダムはIFBDにより内部空間に余裕が出来たため、胸部が「マルチパーパスサイロ」と呼ばれる多目的プラットフォームになっており、目的に応じてユニットを積み替える事が可能という設定である。
IFジェネレーター
スモーの腕部に装着されている外付けのIフィールドジェネレーター。Iフィールド駆動のモビルスーツの機動に干渉したり、Iフィールドの縮退高密度化によって「原子結晶構造を強化し」直接打突武器としても使用できる。劇中では直接バリアーを敵に向かって放射する攻撃を使用していた。
7th-GMPT
詳細不明。この「7th-GMPT=Seventh Generation Minovsky Physical Theory」によるMSの無力化技術の存在が、放送当時に書かれた一部資料に掲載されている。∀ガンダムに搭載が検討されたが開発が間に合わず、この兵器が搭載される予定だった位置にビームサーベルが設置されたとしている。

### Gのレコンギスタでの設定
『ガンダム Gのレコンギスタ』は宇宙世紀が崩壊した後の時代であるリギルド・センチュリー(R.C.)を舞台としているが、ミノフスキー粒子の技術は存続している。従来通り散布することで無線通信を無効化する用途があるほか、軌道エレベーター「キャピタル・タワー」のクラウン、ナットのそれぞれにミノフスキー・クラフトが使用されている。
また劇中では「ミノフスキーマグネットレイフィールド、つまりMMF効果の場」というセリフも存在し、これまでのシリーズに存在しなかった技術があることが示されている。
なお主役MSのGセルフや、戦艦メガファウナの飛行時に「ミノフスキーフライト」という用語も使用されているが、第1話でクラウンが浮遊する際にも使われており、ミノフスキークラフトとの使い分けがあるかは不明。
本作の周辺資料では、宇宙世紀作品と異なりビーム兵器を「重金属粒子」とする解説が見られる。

### 他のガンダムシリーズにおいて
- 『機動武闘伝Gガンダム』では、常温核融合のシールドに必要なナノテクノロジーが発展しているため、似たような性質の分子物質は発見されているという設定がある[111]。
- 『新機動戦記ガンダムW』では、ミノフスキー粒子が存在するという設定は存在しないが、第20話でのヴァイエイトのデータに「MINOVSKY PARTICLE ACCELERATOR」なる装備が表示されている。
- 『機動戦士ガンダムSEED』の「ニュートロンジャマー」、『機動戦士ガンダム00』の「GN粒子」、『機動戦士ガンダム 鉄血のオルフェンズ』の「エイハブ・ウェーブ」も、ミノフスキー粒子と同様に通信障害を起こす設定となっている。
- 『ガンダムビルドファイターズ』では、「プラフスキー粒子」という物質が登場し、作中の多数の描写に関係している。ただし、性質はミノフスキー粒子と異なる。
- 『SDガンダムフォース』では、「ミノフス境界」という名前の亜空間が登場する。

なお、ビーム兵器についてはほぼすべてのガンダムシリーズに登場するが、作品ごとにビームの原理・構成する物質は異なっている。